# لی گه
لی گه (انگلیسی: Li Ge؛ زادهٔ ۱۲ آوریل ۱۹۶۹) ژیمناست هنری اهل چین است.